# Consell Directiu Central (Uruguai)
El Consell Directiu Central (castellà: Consejo Directivo Central), també conegut com a CODICEN, és l'òrgan rector de l'ANEP (Administració Nacional d'Educació Pública) de l'Uruguai.
El CODICEN està integrat per cinc membres elegits pel Poder Executiu i després aprovat per la Cambra de Senadors. D'aquests cinc membres, un d'ells és considerat com a el seu president i al seu torn director nacional d'Educació Pública, un altre com a vicepresident i subdirector nacional d'Educació Pública i la resta com a vocals. El CODICEN nomena als membres dels Consells Desconcentrats i, dins aquests, als Directors Generals.